# 캣 피플 (1982년 영화)
《캣 피플》(영어: Cat People)은 미국에서 제작된 폴 슈레이더 감독의 1982년 초자연 공포 영화이다. 나스타샤 킨스키, 맬컴 맥다월, 존 허드, 애넷 오툴 등이 출연하였고, 찰스 프리스 등이 제작에 참여하였다.

## 출연진
- 나스타샤 킨스키
- 맬컴 맥다월
- 존 허드
- 애넷 오툴
- 루비 디
- 에드 베글리 주니어
- 스콧 폴린
- 프랭키 페이존
- 린 라우리
- 존 래러켓
- 베리 베런슨
- 레이 와이즈

## 기타 제작진
- 배역: 메리 골드버그
- 미술: 에드워드 리처드슨
- 특수 시각 효과: 앨버트 휘틀록

## 우리말 녹음
MBC 성우진 (1992년 8월 22일)
- 전기병 - 아이리나(나스타샤 킨스키)
- 이종혁 - 폴(맬컴 맥다월)
- 김관철 - 올리버(존 허드)
- 이미자 - 앨리스(애넷 오툴)
- 정승현
- 이영달
- 우문희
- 전임복
- 전국근
- 강미
- 김윤정
- 최상기
- 양윤선
- 신성호
- 곽대홍
- 이승환
- 김윤정